# Maria Epple
Maria Epple (Seeg, 11 marzo 1959) è un'ex sciatrice alpina tedesca che gareggiò per la nazionale tedesca occidentale, campionessa del mondo nello slalom gigante a Garmisch-Partenkirchen 1978.

## Biografia
Specialista delle prove tecniche, Maria Epple è sorella di Irene e moglie di Florian Beck, a loro volta sciatori alpini; ottenne il primo risultato di rilievo in Coppa del Mondo l'11 dicembre 1975 ad Aprica, quando si classificò 9ª in slalom gigante, e debuttò ai Giochi olimpici invernali a Innsbruck 1976, dove si piazzò 23ª nella discesa libera e 24ª nello slalom gigante. Conquistò il primo podio in Coppa del Mondo l'8 dicembre 1977, arrivando 2ª nello slalom gigante di Val-d'Isère; nella stessa stagione ai Mondiali di Garmisch-Partenkirchen 1978 ottenne il risultato più prestigioso della sua carriera, la medaglia d'oro iridata nello slalom gigante.
Ai XIII Giochi olimpici invernali di Lake Placid 1980 fu 8ª nello slalom gigante e il 4 febbraio 1981 vinse a Zwiesel nella medesima specialità la sua prima gara di Coppa del Mondo. Nel 1982 partecipò ai Mondiali di Schladming, piazzandosi 6ª nello slalom speciale; quell'anno in Coppa del Mondo, dopo esser salita sei volte sul podio con tre vittorie, si classificò 4ª nella classifica generale e 2ª in quella di slalom gigante (staccata di 10 punti dalla vincitrice, la sorella Irene), suoi migliori piazzamenti in carriera.
Ai suoi ultimi Giochi olimpici, Sarajevo 1984, si piazzò 13ª nello slalom gigante e 12ª nello slalom speciale. Nella stagione 1984-1985 ottenne il suo ultimo podio in Coppa del Mondo vincendo lo slalom speciale di Arosa del 25 gennaio e si congedò dai Campionati mondiali classificandosi 7ª nello slalom gigante della rassegna iridata di Bormio. L'ultimo piazzamento della sua carriera agonistica fu il 7º posto ottenuto nello slalom speciale di Coppa del Mondo disputato a Saint-Gervais-les-Bains il 26 gennaio 1986.

## Bilancio della carriera
Fu uno dei punti di forza della Nazionale della Germania Ovest tra gli anni 1970 e gli anni 1980; in Coppa del Mondo fu in grado, in carriera, di salire cinque volte sul gradino più alto del podio. Vinse anche la medaglia d'oro nello slalom gigante ai Mondiali disputati nel 1978 sulle nevi di casa di Garmisch-Partenkirchen.

## Palmarès

### Mondiali
- 1 medaglia:
  - 1 oro (slalom gigante a Garmisch-Partenkirchen 1978)

### Coppa del Mondo
- Miglior piazzamento in classifica generale: 4ª nel 1982
- 23 podi (17 in slalom gigante, 6 in slalom speciale):
  - 5 vittorie
  - 13 secondi posti
  - 5 terzi posti

#### Coppa del Mondo - vittorie
| Data             | Località    | Paese          | Specialità |
| ---------------- | ----------- | -------------- | ---------- |
| 4 febbraio 1981  | Zwiesel     | Germania Ovest | GS         |
| 9 febbraio 1982  | Oberstaufen | Germania Ovest | GS         |
| 27 febbraio 1982 | Aspen       | Stati Uniti    | GS         |
| 25 marzo 1982    | San Sicario | Italia         | GS         |
| 25 gennaio 1985  | Arosa       | Svizzera       | SL         |

Legenda:

GS = slalom gigante

SL = slalom speciale

### Campionati tedeschi
- 6 ori (slalom gigante, slalom speciale nel 1982; slalom gigante, slalom speciale nel 1983; slalom gigante, slalom speciale nel 1985)[3]

## Riconoscimenti
La Epple è stata nominata "Atleta dell'anno" della Germania Ovest nel 1978.